# Hemieuxoa coronata
Hemieuxoa coronata là một loài bướm đêm trong họ Noctuidae.